# Anthomyia latimaculata
Anthomyia latimaculata är en tvåvingeart som först beskrevs av Albququerque 1959.  Anthomyia latimaculata ingår i släktet Anthomyia och familjen blomsterflugor. Inga underarter finns listade i Catalogue of Life.